# Joe Armstrong
Pour le programmeur anglo-suédois homonyme, voir Joe Armstrong (programmeur)
Joseph Armstrong est un acteur britannique, né le 7 octobre 1978 à Londres. Il est surtout connu pour le rôle de Allan de Dale dans la série télévisée Robin des Bois (2006-2009).

## Biographie
Joe Armstrong est né le 7 octobre 1978. Son père Alun Armstrong est acteur. Sa mère est Sue Armstrong. Il a deux frères, Tom et Dan.
Il a étudié à l'université Elliot School de Putney avant d'aller à l'université de Bristol.

## Carrière
De 2006 à 2009, il joue le rôle d'Allan de Dale dans la série télévisée de la BBC, Robin des Bois.
En 2016, il retrouve Charlie Murphy deux ans après Happy Valley dans le téléfilm La Vie des sœurs Brontë.

## Filmographie

### Cinéma
- 2014 : Closer to the Moon de Nae Caranfil : Razvan
- 2017 : Les Heures sombres de Joe Wright : John Evans
- 2023 : The Old Oak de Ken Loach[réf. nécessaire]

### Télévision

#### Séries télévisées
- 2003 : Between the Sheets : Richard Lloyd
- 2003 / 2005 : The Bill : Fraser Howie / Lenny Bartle
- 2004 : Meurtres en sommeil (Waking the Dead) : Jason Murphy
- 2004 : Inspecteur Barnaby (Midsomer Murders) : David Cooke
- 2004 : Foyle's War : Tom Jackson
- 2004 : Blackpool : Mark Reed
- 2005 : Rose and Maloney : Max Roche
- 2006 : Meurtres à l'anglaise (The Inspector Lynley Mysteries) : Darren
- 2006 : Coming Up : Dany
- 2006 - 2009 : Robin des Bois (Robin Hood) : Allan A Dale
- 2007 : The Last Detective : Chas
- 2007 : Party Animals : Inspecteur Harrison
- 2007 : The Whistleblowers : Fleck
- 2010 : A Passionate Woman : Donald
- 2011 : Les Arnaqueurs VIP (Hustle) : Joe Ryan
- 2011 : Land Girls : Danny Sparks
- 2012 : The Hollow Crown : Hotspur
- 2012 : Public Enemies : Ben Somers
- 2013 - 2014 : The Village : Bairstow
- 2014 : Happy Valley : Ashley Cowgill
- 2016 : Black Mirror : Nick Shelton
- 2017 - 2018 : Britannia : Gildas
- 2019 : Gentleman Jack : Samuel Washington
- 2024 : Double piège : Alexander Dosman

#### Téléfilms
- 2004 : Passer By de David Morrissey : Tinley
- 2009 : Breaking The Mould de Peter Hoar : Norman Heatley
- 2016 : La Vie des sœurs Brontë (To Walk Invisible : The Brontë Sisters) de Sally Wainwright :